# Sympistis insanina
Sympistis insanina là một loài bướm đêm thuộc họ Noctuidae. Nó được tìm thấy ở Alberta, miền nam Saskatchewan.
Sải cánh dài 33–35 mm.